# Illa del Sud
L'illa del Sud és una de les dues illes principals de Nova Zelanda, la més extensa, però no la més poblada (hi viu aproximadament una quarta part de la població neozelandesa), i es troba separada de l'illa del Nord per l'estret de Cook. És la dotzena illa més gran del món. És al Pacífic Sud. Al llarg de la seva costa oest transcorre la serralada dels Alps Meridionals, amb el cim principal de Nova Zelanda. La ciutat principal és Christchurch, a la costa est, que és la segona ciutat més gran de Nova Zelanda després d'Auckland, a l'illa del Nord. L'illa del Sud està dividida en set regions: Canterbury, Marlborough, Nelson, Otago, Southland, Tasman i West Coast.
El nom maori de l'illa del Sud, Te Wai Pounamu, significa "les Aigües de la Pedra Verda" (aquí la "pedra verda" es refereix al jade), i possiblement és una derivació de Te Wāhi Pounamu, "el Lloc de la Pedra Verda". També es coneix amb el nom de Te Waka a Māui, "la Canoa de Māui", segons una llegenda maori sobre l'origen de les illes de Nova Zelanda. Al segle xix, alguns mapes anomenaven l'illa en anglès com a Middle Island (l'illa del Mig) o New Ulster, segons la regió irlandesa del mateix nom, mentre que el nom de South Island el reservaven per a la que ara es coneix com a illa Stewart o Rakiura, situada més al sud.
L'illa del Sud, amb una superfície de 150.437 km², és la massa terrestre més gran de Nova Zelanda; conté aproximadament una quarta part de la població de Nova Zelanda i és la 12a illa més gran del món. Està dividit al llarg de la seva longitud pels Alps del Sud, el cim més alt dels quals és Aoraki / Mount Cook amb 3724 m, la qual cosa la converteix en la novena illa més alta, amb les altes serralades de Kaikōura al nord-est. Hi ha divuit cims de més de 3000 m a l'illa del sud. El costat est de l'illa és la llar de les planes de Canterbury, mentre que la costa oest és famosa per les seves costes aspres com Fiordland, una proporció molt alta de matolls nadius, i les glaceres Fox i Franz Josef. El paisatge dramàtic de l'illa del Sud l'ha convertit en un lloc popular per a la producció de diverses pel·lícules, com ara la trilogia El Senyor dels Anells i Les Cròniques de Nàrnia: el lleó, la bruixa i l'armari. Es troba a latituds similars a Tasmània (una illa al sud de la part continental d'Austràlia) i parts de la Patagònia a Amèrica del Sud.

## Denominació i ús
Al segle xix, alguns mapes identificaven l'illa del Sud com a Middle Island o New Munster, i el nom South Island o New Leinster es va utilitzar per a l'actual illa Stewart / Rakiura. El 1907, el ministre de Terres va donar instruccions al Departament de Terres i Topografia que el nom Middle Island no s'havia de fer servir en el futur. "South Island es respectarà en tots els casos".
Tot i que l'illa havia estat coneguda com l'illa del Sud durant molts anys, el 2009 la Junta Geogràfica de Nova Zelanda va trobar que juntament amb l'illa del nord, l'illa del sud no tenia nom oficial. Després d'una consulta pública, la junta va anomenar oficialment l'illa South Island o Te Waipounamu l'octubre de 2013.
Es diu que significa "l'aigua(s) de Pounamu", Te Waipounamu possiblement va evolucionar a partir de Te Wāhi Pounamu ("el lloc de Greenstone"). L'illa també es coneix com a Te Waka a Māui que significa "la canoa de Māui". En algunes al·literacions modernes de llegendes maoris, l'illa del sud va existir primer, com el vaixell de Māui, mentre que l'illa del nord era el peix que va capturar. Diversos iwi maoris de vegades utilitzen noms diferents, i alguns prefereixen anomenar l'illa del sud Te Waka o Aoraki, fent referència a una altra llegenda maorí anomenada història d'Aoraki, ja que després de la creació del món, Aoraki i els seus tres germans van caure en un waka per visitar la seva mare, Rangi i Papa, la mare de la terra, només per estavellar-se després de no haver realitzat una karakia en el camí de tornada a casa amb el seu pare, Rangi i Papa (també conegut com a Raki), el pare del cel, fent que el waka es transformi en una illa, i els quatre germans a les serralades que hi ha al damunt.
En prosa, les dues illes principals de Nova Zelanda s'anomenen l'illa del nord i l'illa del sud, amb l'article definit. Els mapes, els encapçalaments, les taules i les expressions adjectivals utilitzen South Island sense "el".

## Història

### Prehistòria

Dibuix de roca amb carbó vegetal a la piscina de roca de Carters al riu Ōpihi

Els dibuixos al carbó es poden trobar als abrics de pedra calcària al centre de l'illa del Sud, amb més de 500 llocs que s'estenen des de Kaikōura fins al nord d'Otago. Es calcula que els dibuixos tenen entre 500 i 800 anys d'antiguitat i retraten animals, persones i criatures fantàstiques, possiblement rèptils estilitzats. Alguns dels ocells que es mostren s'han extingit des de fa temps, com ara el moa i les àguiles de Haast. Van ser dibuixats pels primers maoris, però quan van arribar els europeus, els maoris locals no sabien els orígens dels dibuixos.

### Període clàssic maori
Els primers habitants de l'illa del Sud van ser els Waitaha. Van ser absorbits en gran part mitjançant el matrimoni i la conquesta pels Kāti Māmoe al segle XVI.
Els Kāti Māmoe, al seu torn, van ser absorbits en gran part mitjançant el matrimoni i la conquesta pels Kāi Tahu que van emigrar cap al sud al segle xvii. Encara que avui no hi ha cap organització Kāti Māmoe diferent, molts Kāi Tahu tenen vincles Kāti Māmoe al seu whakapapa i especialment a l'extrem sud de l'illa.

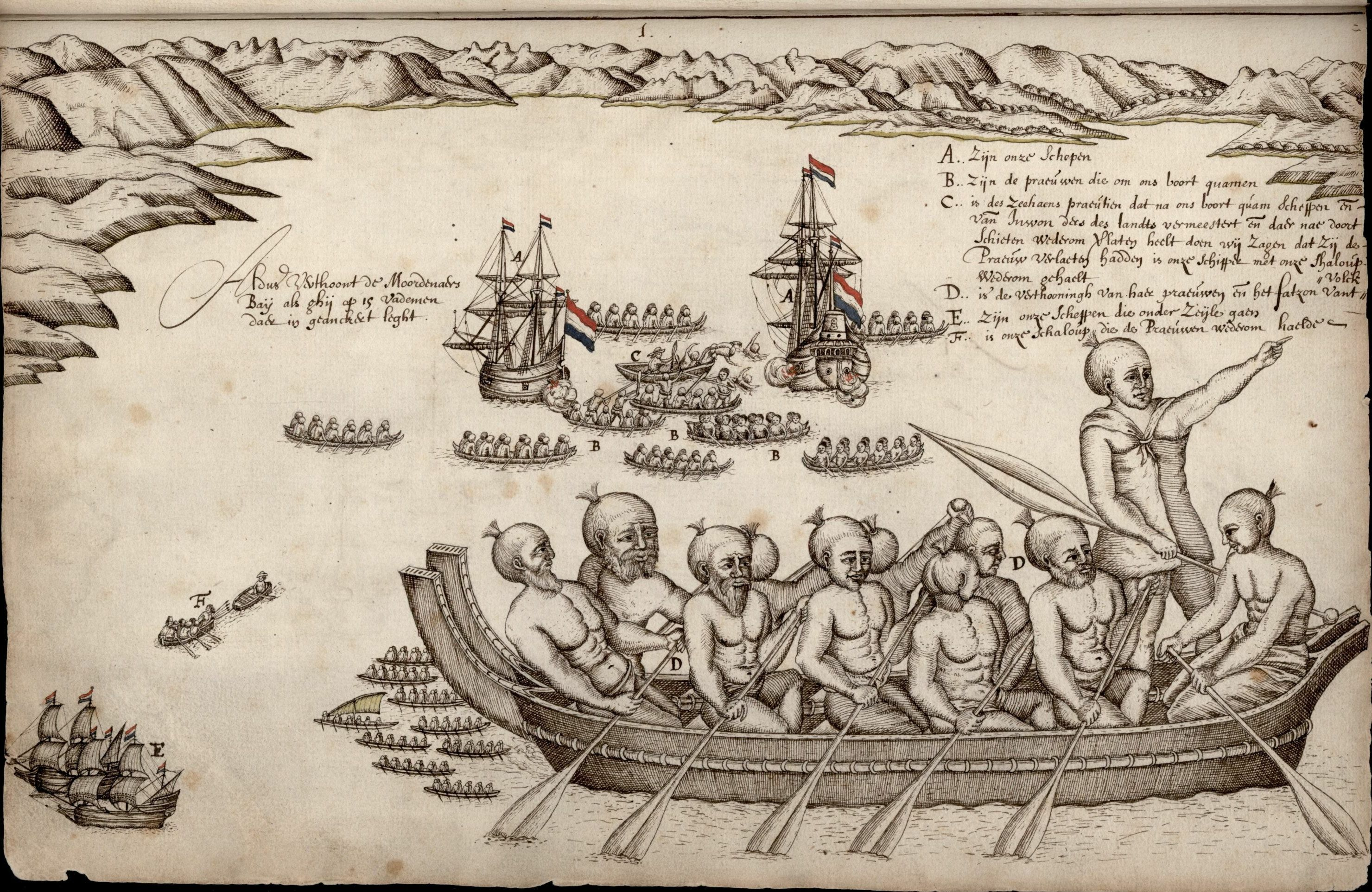
Primera impressió europea dels maorís, a Murderers' Bay, 1642

Gairebé a la mateixa època, un grup de maoris va emigrar a Rēkohu (les illes Chatham), on, en adaptar-se al clima local i a la disponibilitat de recursos, van acabar evolucionant cap a un poble separat conegut com els moriori amb una llengua pròpia, molt relacionada amb la cultura i llengua materna a la Nova Zelanda continental. Una característica notable de la cultura moriori, l'èmfasi en el pacifisme, va resultar desfavorable quan els guerrers maories van arribar a la dècada de 1830 a bord d'un vaixell europeu noliejat.
A principis del segle xviii, Kāi Tahu, una tribu maorí que es va originar a la costa est de l'illa del nord, va començar a migrar cap a la part nord de l'illa del sud. Allà ells i Kāti Māmoe van lluitar contra Ngāi Tara i Rangitāne a la vall de Wairau. Ngāti Māmoe va cedir llavors les regions de la costa est al nord del riu Waiau Toa / Clarence a Kāi Tahu. Kāi Tahu va continuar avançant cap al sud, conquerint Kaikōura. A la dècada de 1730, Kāi Tahu s'havia establert a Canterbury, inclosa la península de Banks. Des d'allà es van estendre més al sud i cap a la costa oest.
El 1827-1828 Ngāti Toa sota el lideratge de Te Rauparaha va atacar amb èxit a Kāi Tahu a Kaikōura. Ngāti Toa va visitar llavors Kaiapoi, aparentment per comerciar. Quan van atacar els seus amfitrions, el ben preparat Kāi Tahu va matar tots els caps líders Ngāti Toa excepte Te Rauparaha. Te Rauparaha va tornar al seu bastió de l'illa Kapiti. El novembre de 1830, Te Rauparaha va persuadir el capità John Stewart del bergantí Elizabeth perquè el portés a ell i als seus guerrers en secret a Akaroa, per la qual cosa van capturar per subterfugi el cap principal de Kāi Tahu, Tama-i-hara-nui, i la seva dona i filla. Després de destruir el poble de Tama-i-hara-nui van portar els seus captius a Kapiti i els van matar. John Stewart, tot i que va ser arrestat i enviat a judici a Sydney com a còmplice d'assassinat, no obstant això, va escapar de la condemna.
L'estiu de 1831–32 Te Rauparaha va atacar el Kaiapoi pā (poble fortificat). Kaiapoi va estar compromès en un setge de tres mesos per part de Te Rauparaha, durant el qual els seus homes van eliminar amb èxit el pā. Després van atacar Kāi Tahu a la península de Banks i van prendre el pā a Onawe. El 1832-33 Kāi Tahu va prendre represàlies sota el lideratge de Tūhawaiki i altres, atacant Ngāti Toa al llac Grassmere. Kāi Tahu es va imposar i va matar molts Ngāti Toa, tot i que Te Rauparaha va tornar a escapar. La lluita va continuar durant un any més o menys, amb Kāi Tahu mantenint l'avantatge. Ngāti Toa maig més va fer una incursió important al territori de Kāi Tahu.
El 1836, el cap de Ngāti Tama, Te Puoho, va dirigir un partit de Guerra de 100 persones, armat amb mosquets, per la costa oest i sobre el pas de Haast. Van caure al campament de Ngāi Tahu entre el llac Wānaka i el llac Hāwea, capturant deu persones i matant i menjant dos nens. Te Puoho va portar els seus captius a través de la serralada de la Corona fins al llac Wakatipu i d'allí a Southland on va ser assassinat i el seu grup de guerra va ser destruït pel líder del sud de Ngāi Tahu Tuhawaiki.
Kāi Tahu i Ngāti Toa van establir la pau el 1839, amb Te Rauparaha alliberant els captius de Kāi Tahu que tenia. Els matrimonis formals entre les famílies líders de les dues tribus van segellar la pau.

### Contacte europeu

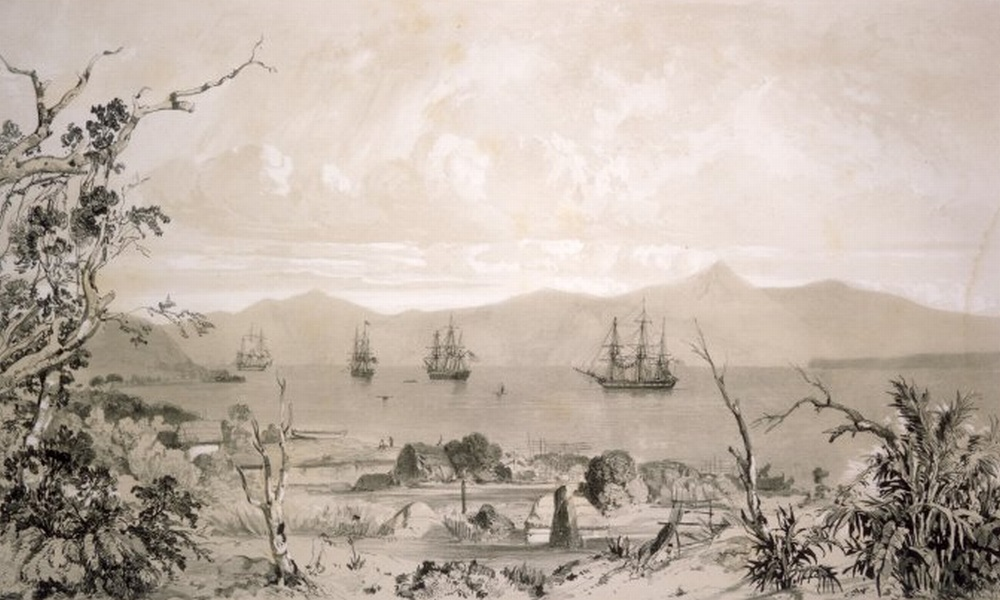
Vaixells al que probablement serà el port d'Akaroa a principis del segle XIX

Els primers europeus coneguts que van arribar a l'illa del Sud van ser la tripulació de l'explorador holandès Abel Tasman que va arribar als seus vaixells Heemskerck i Zeehaen. El desembre de 1642, Tasman va fondejar a l'extrem nord de l'illa a Golden Bay / Mohua, que va anomenar Moordenaar's Bay (Murderers Bay) abans de navegar cap al nord cap a Tonga després d'un enfrontament amb els maoris. Tasman va dibuixar seccions de les costes occidentals de les dues illes principals. Tasman els va anomenar Staten Landt, després dels Estats Generals dels Països Baixos, i aquest nom va aparèixer als seus primers mapes del país. Els cartògrafs holandesos van canviar el nom a Nova Zelanda en llatí, de Nieuw Zeeland, després de la província holandesa de Zelanda. Posteriorment va ser anglicitzada com a New Zeland pel capità naval britànic James Cook de HM Bark Endeavour que va visitar les illes més de 100 anys després de Tasman durant 1769–1770.
El primer assentament europeu a l'illa del Sud va ser fundat a Bluff el 1823 per James Spencer, un veterà de la batalla de Waterloo.
El gener de 1827, l'explorador francès Jules Dumont d'Urville va arribar a Tasman Bay/Te Tai-o-Aorere amb la corbeta Astrolabe. D'Urville i la seva tripulació van nomenar diversos punts de referència al voltant de la badia de Tasman, com ara l'illa d'Urville, el pas francès i la badia de Torrent.

### Assentament europeu
Després de la signatura del Tractat de Waitangi a partir del febrer de 1840, el capità tinent-governador William Hobson va declarar la sobirania britànica sobre Nova Zelanda el maig de 1840 i l'illa del Sud, juntament amb la resta de Nova Zelanda, va passar breument a formar part de la Colònia de Nova Gal·les del Sud. Aquesta declaració va ser en resposta als intents de França de colonitzar l'illa del Sud a Akaroa i els intents de la Companyia de Nova Zelanda d'establir una colònia separada a Wellington, per la qual cosa Hobson va declarar la sobirania britànica sobre tota Nova Zelanda el 21 de maig de 1840 (l'illa del nord per tractat i el sud per descobriment). Set dies després de la declaració, el Tractat es va signar a Akaroa el 28 de maig.
El 17 de juny de 1843, els colons maoris i britànics es van enfrontar a Wairau en el que es va conèixer com el Wairau Affray. També coneguda com la Massacre de Wairau en la majoria de textos antics, va ser el primer enfrontament greu d'armes entre les dues parts després de la signatura del Tractat de Waitangi i l'únic que va tenir lloc a l'illa del Sud. Quatre maoris van morir i tres van resultar ferits en l'incident, mentre que entre els europeus el nombre va ser de 22 morts i cinc ferits. Dotze dels europeus van ser assassinats a trets o colpejats fins a la mort després de lliurar-se als maoris que els perseguien.
L'assentament d'Otago, patrocinat per l’Església Lliure d'Escòcia, va prendre forma concreta a Otago el març de 1848 amb l'arribada dels dos primers vaixells d'immigrants de Greenock (al Firth of Clyde): el John Wickliffe i el Philip Laing. El capità William Cargill, un veterà de la Guerra Peninsular, va servir com a primer líder de la colònia: els ciutadans d'Otago el van triar posteriorment per a l'oficina de Superintendent de la Província d'Otago.
Mentre que l'illa del Nord va ser convulsa per les guerres de Nova Zelanda dels anys 1860 i 1870, l'illa del Sud, amb la seva baixa població maorí, era generalment pacífica. El 1861 es va descobrir or a Gabriel's Gully a Central Otago, provocant una febre de l'or. Dunedin es va convertir en la ciutat més rica del país i molts de l'illa del sud es van ressentir de finançar les guerres de l'illa del nord.
A la dècada de 1860, diversos milers d'homes xinesos, la majoria de la província de Guangdong, van emigrar a Nova Zelanda per treballar als jaciments d'or de l'illa del Sud. Tot i que els primers migrants xinesos havien estat convidats pel govern provincial d'Otago, ràpidament es van convertir en l'objectiu de l'hostilitat dels colons blancs i es van promulgar lleis específicament per dissuadir-los de venir a Nova Zelanda.